# Romualdas Murauskas
Romualdas Murauskas est un boxeur soviétique né le 2 octobre 1934 et mort le 23 mai 1979 à Kaunas en Lituanie.

## Carrière
Il participe aux Jeux olympiques d'été de 1956 en combattant dans la catégorie des poids mi-lourds et remporte la médaille de bronze.

### Parcours auxJeux olympiques
Jeux olympiques d'été de 1956 à Melbourne (poids mi-lourds) :
- Bat Tony Madigan (Australie) aux points
- Perd contre James Boyd (États-Unis) aux points